# Бриньяно-Джера-д'Адда
Бриньяно-Джера-д'Адда (італ. Brignano Gera d'Adda) — муніципалітет в Італії, у регіоні Ломбардія, провінція Бергамо.
Бриньяно-Джера-д'Адда розташоване на відстані близько 470 км на північний захід від Рима, 36 км на схід від Мілана, 19 км на південь від Бергамо.
Населення — 5988 осіб (2014).
Щорічний фестиваль відбувається першої неділі жовтня. Покровитель — San Francesco d'Assisi.

## Демографія
Населення за роками:

Станом на 1 січня 2023 року в муніципалітеті офіційно проживало 716 іноземців з 42 країн, серед них 59 громадян країн Євросоюзу та 19 громадян України.

## Сусідні муніципалітети
- Караваджо
- Кастель-Роццоне
- Колоньо-аль-Серіо
- Лурано
- Пагаццано
- Спірано
- Тревільйо